# Norrsjön (Fredrika socken, Lappland)
Norrsjön är en sjö i Åsele kommun i Lappland och ingår i Gideälvens huvudavrinningsområde. Sjön har en area på 0,47 kvadratkilometer och ligger 288 meter över havet.

## Delavrinningsområde
Norrsjön ingår i det delavrinningsområde (711827-160966) som SMHI kallar för Mynnar i Gideälven. Medelhöjden är 290 meter över havet och ytan är 2,63 kvadratkilometer. Räknas de 3 avrinningsområdena uppströms in blir den ackumulerade arean 55,01 kvadratkilometer. Käringbäcken som avvattnar avrinningsområdet har biflödesordning 2, vilket innebär att vattnet flödar genom totalt 2 vattendrag innan det når havet efter 141 kilometer. Avrinningsområdet består mestadels av skog (45 procent) och sankmarker (37 procent). Avrinningsområdet har 0,47 kvadratkilometer vattenytor vilket ger det en sjöprocent på 18 procent.